# Bundesstraße 421
Pour les articles homonymes, voir Route 421.
La Bundesstraße 421 est une Bundesstraße des Länder de Rhénanie-Palatinat et de Rhénanie-du-Nord-Westphalie.

## Géographie
Elle mène de la frontière belge à Losheim à Simmertal en passant par l'Eifel, la Moselle et le Hunsrück.
La B 421 commence non loin du point le plus au sud de la Rhénanie du Nord-Westphalie au croisement avec la B 265. Elle mène vers l'est au-delà de la frontière avec la Rhénanie-Palatinat jusqu'à Hallschlag, d'où elle suit le cours du Kyll sur 17 km. Une fois de plus, après avoir traversé la frontière des Länder de Rhénanie-Palatinat et de la Rhénanie du Nord-Westphalie, elle longe le lac de Kronenburg, traverse le lac et atteint Stadtkyll après avoir croisé la B 51 très fréquentée et la frontière du Land de Rhénanie-Palatinat.
À travers l'Eifel volcanique, elle continue vers Daun (jonction avec la B 257) et Mehren, où les autoroutes A 1 et A 48 circulent encore ensemble, quelques kilomètres avant que le bras de l'A 1 bifurque vers le nord au niveau du triangle autoroutier de l'Eifel volcanique vers la fermeture de l'écart.
La B 421 continue en direction de la vallée de la Moselle jusqu'à Zell, où elle traverse la rivière. Sur cette partie, elle partage le parcours d'abord avec la B 49, puis avec la B 53.
Elle va dans le Hunsrück jusqu'à atteindre la Hunsrückhöhenstraße (B 327) à Kappel. La B 421 traverse Kirchberg, où elle croise la B 50, et va jusqu'à Simmertal, où elle se termine au croisement avec la B 41.

## Source
- (de) Cet article est partiellement ou en totalité issu de l’article de Wikipédia en allemand intitulé « Bundesstraße 421 » (voir la liste des auteurs).